# 2008年夏季奧林匹克運動會藝術體操比賽
2008年夏季奧林匹克運動會的藝術體操比賽於8月21日進行初賽，至8月24日誕生兩枚金牌，所有的賽事都會於北京工業大學體育館舉行。

## 各國奖牌榜
| 排名   | 国家／地区 | 金牌 | 银牌 | 铜牌 | 總數 |
| ------ | ---------- | ---- | ---- | ---- | ---- |
| 1      | 俄罗斯     | 2    | 0    | 0    | 2    |
| 2      | 白俄罗斯   | 0    | 1    | 1    | 2    |
| 3      | 中国       | 0    | 1    | 0    | 1    |
| 4      | 乌克兰     | 0    | 0    | 1    | 1    |
| 總計： | 總計：     | 2    | 2    | 2    | 6    |

## 各項成績
| 項目                 | 金牌 | 金牌     | 银牌                                                 | 银牌     | 铜牌 | 铜牌     |
| 女子個人全能（詳細） | 叶夫根尼娅·卡纳耶娃（俄罗斯）                                                                                                | 75.500分 | 因娜·茹科娃（白俄罗斯）                              | 71.925分 | 加娜·别兹索诺娃（乌克兰） | 71.875分 |
| 女子集體全能（詳細） | 俄罗斯 · 玛加丽塔·阿利伊丘克 · 安娜·加夫里连科 · 塔季扬娜·戈尔布诺娃 · 叶连娜·波谢温娜 · 达里娅·什库里希娜 · 纳塔利娅·奥埃娃 | 35.550分 | 中国 · 蔡彤彤 · 侴陶 · 吕远洋 · 隋剑爽 · 孙丹 · 章硕 | 35.225分 | 白俄罗斯 · 奥列西娅·巴布什金娜 · 阿纳斯塔西娅·伊万科娃 · 季娜伊达·卢宁娜 · 格拉菲拉·马丁诺维奇 · 克谢尼娅·桑科维奇 · 阿林娜·图米洛维奇 | 34.900分 |

## 外部連結
- 本屆奧運各項項目比賽時間表